# Epítopo conformacional

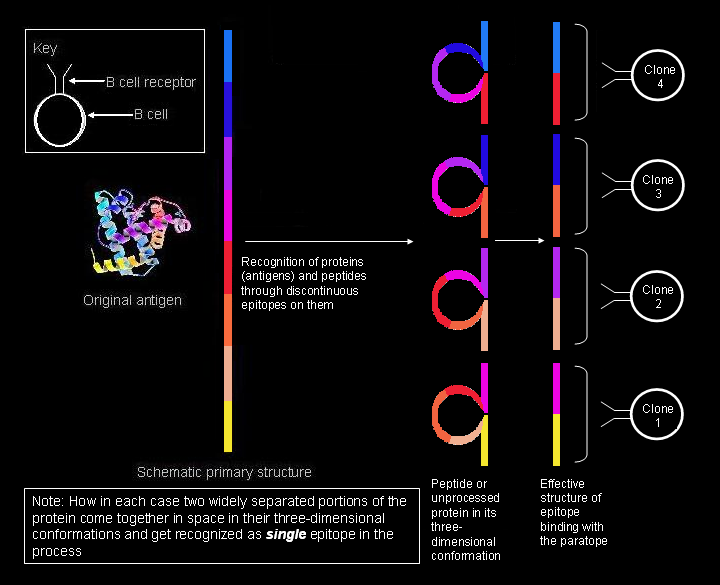
Reconocimiento de epítopos conformacionales por células B. Los segmentos ampliamente separados en la estructura primaria han entrado en contacto en la estructura terciaria tridimensional que forma parte del mismo epítopo.

Un epítopo conformacional es una secuencia de subunidades (generalmente aminoácidos) que componen un antígeno que entra en contacto directo con un receptor del sistema inmunológico. 
Un antígeno es cualquier sustancia que el sistema inmunológico pueda reconocer como extraña. Los antígenos suelen ser proteínas que son demasiado grandes para unirse en su conjunto a cualquier receptor, por lo que solo segmentos específicos, que forman el antígeno, se unen a un receptor específico. Dichos segmentos se denominan epítopos. Asimismo, solo el paratopo del receptor entra en contacto con el epítopo.
Las proteínas se componen de subunidades repetidas que contienen nitrógeno llamadas aminoácidos que en la naturaleza no existen como cadenas rectas llamadas estructura primaria, sino como espirales plegados con bucles complejos. Esta última se conoce como estructura terciaria de una proteína. Entonces, siempre que un receptor interactúa con un antígeno no digerido, los aminoácidos de la superficie que entran en contacto pueden no ser continuos entre sí si la proteína se desenrolla. Estos aminoácidos discontinuos que se juntan en una conformación tridimensional e interactúan con el paratopo del receptor se denominan epítopos conformacionales. Por el contrario, si se digiere el antígeno, se forman pequeños segmentos llamados péptidos, que se unen con moléculas del complejo mayor de histocompatibilidad y luego con los receptores de células T a través de aminoácidos que son continuos en una línea. Estos se conocen como epítopos lineales.